# Fort Wayne Mad Ants
Fort Wayne Mad Ants – zawodowy zespół koszykarski, z siedzibą w mieście Fort Wayne stanu Indiana. Drużyna jest członkiem ligi D-League oraz jej mistrzem z 2014 roku. Klub powstał w 2007 roku. Swoje mecze rozgrywają w Allen County War Memorial Coliseum. Trenerem jest Conner Henry.
W sezonie 2013/14 12 spotkań rozegrał w nim polski skrzydłowy Aleksander Czyż, uzyskując średnie 9,8 punktu, 5 zbiórek, 1,3 asysty i 0,9 przechwytu.

## Powiązania z zespołamiNBA
- Indiana Pacers (od 2007)
- Milwaukee Bucks (od 2008)
- Charlotte Bobcats/Hornets (od 2012)
- Atlanta Hawks (od 2014)
- Brooklyn Nets (od 2014)
- Chicago Bulls (od 2014)
- Denver Nuggets (od 2014)
- Los Angeles Clippers (od 2014)
- Minnesota Timberwolves (od 2014)
- New Orleans Pelicans (od 2014)
- Portland Trail Blazers (od 2014)
- Toronto Raptors (od 2014)
- Washington Wizards (od 2014)
- Orlando Magic (2013–14)
- Detroit Pistons (2007–14)

## Wyniki sezon po sezonie
| Sezon                  | Dywizja                | Sezon regularny        | Sezon regularny | Sezon regularny | Sezon regularny | Play-off                                                                                                  |           |
| Sezon                  | Dywizja                | Miejsce                | W               | P               | %               | Play-off                                                                                                  |           |
| ---------------------- | ---------------------- | ---------------------- | --------------- | --------------- | --------------- | --- | --------- |
| Fort Wayne Mad Ants    |                        |                        |                 |                 |                 | |           |
| 2007–08                | Centralna              | 4                      | 17              | 33              | 34,0            | |           |
| 2008–09                | Centralna              | 5                      | 19              | 31              | 38,0            | |           |
| 2009–10                | Wschodnia              | 5                      | 22              | 28              | 44,0            | |           |
| 2010–11                | Wschodnia              | 3                      | 24              | 26              | 48,0            | |           |
| 2011–12                | Wschodnia              | 8                      | 14              | 36              | 28,0            | |           |
| 2012–13                | Wschodnia              | 2                      | 27              | 23              | 54,0            | Przegrana – Runda I (Santa Cruz) 0-2                                                                      |           |
| 2013–14                | Wschodnia              | 1st                    | 34              | 16              | 68,0            | Wygrana – Runda I (Reno) 2-0 Wygrana – Półfinały (Sioux Falls) 2-0 Wygrana – Mistrzostwo (Santa Cruz) 2-0 |           |
| Suma – sezon regularny | Suma – sezon regularny | Suma – sezon regularny | 157             | 193             | 44,9            | 2007–2014                                                                                                 | 2007–2014 |
| Suma – play-off        | Suma – play-off        | Suma – play-off        | 6               | 2               | 75,0            | 2007–2014                                                                                                 | 2007–2014 |

## Nagrody i wyróżnienia
| MVP Sezonu        | MVP meczu gwiazd         | Debiutant roku       | Największy postęp   | Sportsmanship Award    | Trener roku         |
| ----------------- | ------------------------ | -------------------- | ------------------- | ---------------------- | ------------------- |
| Ron Howard (2014) | Jeremy Richardson (2008) | Tony Mitchell (2013) | DeQuan Jones (2018) | Ron Howard (2013–2014) | Conner Henry (2014) |

I skład D-League
- Tony Mitchell (2013)
- Ron Howard (2014)

II skład D-League
- Chris Hunter (2009)
- Rob Kurz (2010)

III skład D-League
- Tony Mitchell (2014)
- Walter Lemon (2018)

All-D-League Honorable Mention Team
- Earl Calloway (2008)
- Walker Russell (2009)
- Ron Howard (2013)
- Tim Ohlbrecht (2014)

All-D-League Showcase Honorable Mention Team
- Luke Harangody (2013)

II skład defensywny D-League
- Sadiel Rojas (2014)

III skład defensywny D-League
- Sadiel Rojas (2013)

I skład debiutantów D-League
- Cameron Jones (2012)
- Tony Mitchell (2013)

II skład debiutantów D-League
- C.J. Fair (2015)

III skład debiutantów D-League
- Trey McKinney Jones (2014)

Uczestnicy meczu gwiazd
- Ron Howard (2010, 2013–2014)[17][18][19]
- Walker Russell (2009, 2011–2012)[20][21][22]
- Jeremy Richardson (2008)[23]
- Chris Hunter (2009)[20]
- Rob Kurz (2010)[17]
- Darnell Lazare (2012)[22]
- Tony Mitchell (2013)[18]
- Andre Emmett (2015)
- Alex Poythress (2017)[24]

MVP meczu gwiazd
- Andre Emmett (2015)

Zwycięzcy konkursu shooting stars
- Cameron Jones (2012)[25]

Zwycięzcy konkursu wsadów
- Tony Mitchell (2013–2014)
- DeQuan Jones (2018)

## Trenerzy
| # | Trener        | Term         | Sezon regularny | Sezon regularny | Sezon regularny | Sezon regularny | Play-off | Play-off | Play-off | Play-off | Osiągnięcia                  |
| # | Trener        | Term         | G               | W               | P               | %               | G        | W        | P        | %        | Osiągnięcia                  |
| - | ------------- | ------------ | --------------- | --------------- | --------------- | --------------- | -------- | -------- | -------- | -------- | ---------------------------- |
| 1 | Jaren Jackson | 2007–09      | 100             | 36              | 64              | 36              | –        | –        | –        | –        |                              |
| 2 | Joey Meyer    | 2009–12      | 150             | 60              | 90              | 40              | –        | –        | –        | –        |                              |
| 3 | Duane Ticknor | 2012–13      | 50              | 27              | 23              | 54              | 2        | 0        | 2        | 0        |                              |
| 4 | Conner Henry  | 2013–15      | 100             | 62              | 38              | 62              | 12       | 10       | 2        | 83,3     | Zdobył mistrzostwo (2013–14) |
| 5 | Steve Gansey  | 2015–present | 100             | 50              | 50              | 50              | 3        | 1        | 2        | 33,3     |                              |